# Kjell Ericsson (politiker)
Kjell Anders Henry Ericsson, född 27 mars 1946 i Västra Fågelviks församling, Värmlands län, är en svensk politiker (centerpartist), som var riksdagsledamot för Värmlands läns valkrets 1988–1998.
Efter sin tid i riksdagen återgick Ericsson till kommunpolitiken och blev åter kommunalråd i Årjängs kommun. I september 2008 entledigades han på egen begäran.